# Museu del Cànnabis de Montevideo
El Museu del Cànnabis de Montevideo (castellà: Museo del Cannabis de Montevideo) es va obrir al desembre 2016, amb motiu de la legalització del cànnabis a l'Uruguai del 2013. Alguns elements de la col·lecció van provenir del Hash Marihuana & Hemp Museum d'Amsterdam.
El museu va ser inaugurat el 9 de desembre de 2016.